# Vachellia tortuosa
Vachellia tortuosa là một loài thực vật có hoa trong họ Đậu. Loài này được (L.) Seigler & Ebinger mô tả khoa học đầu tiên năm 2005.

## Hình ảnh

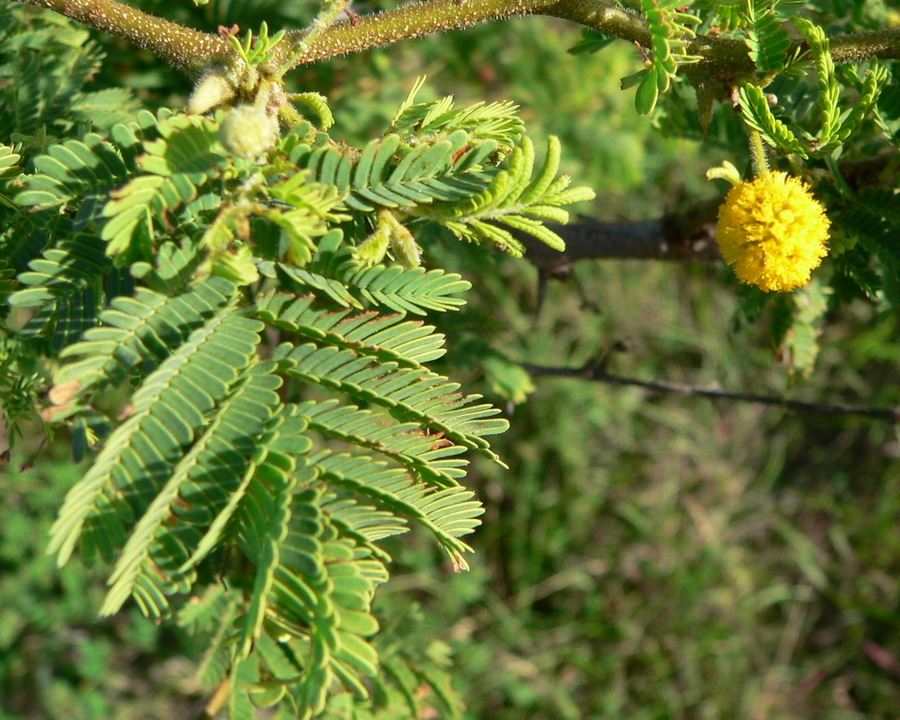
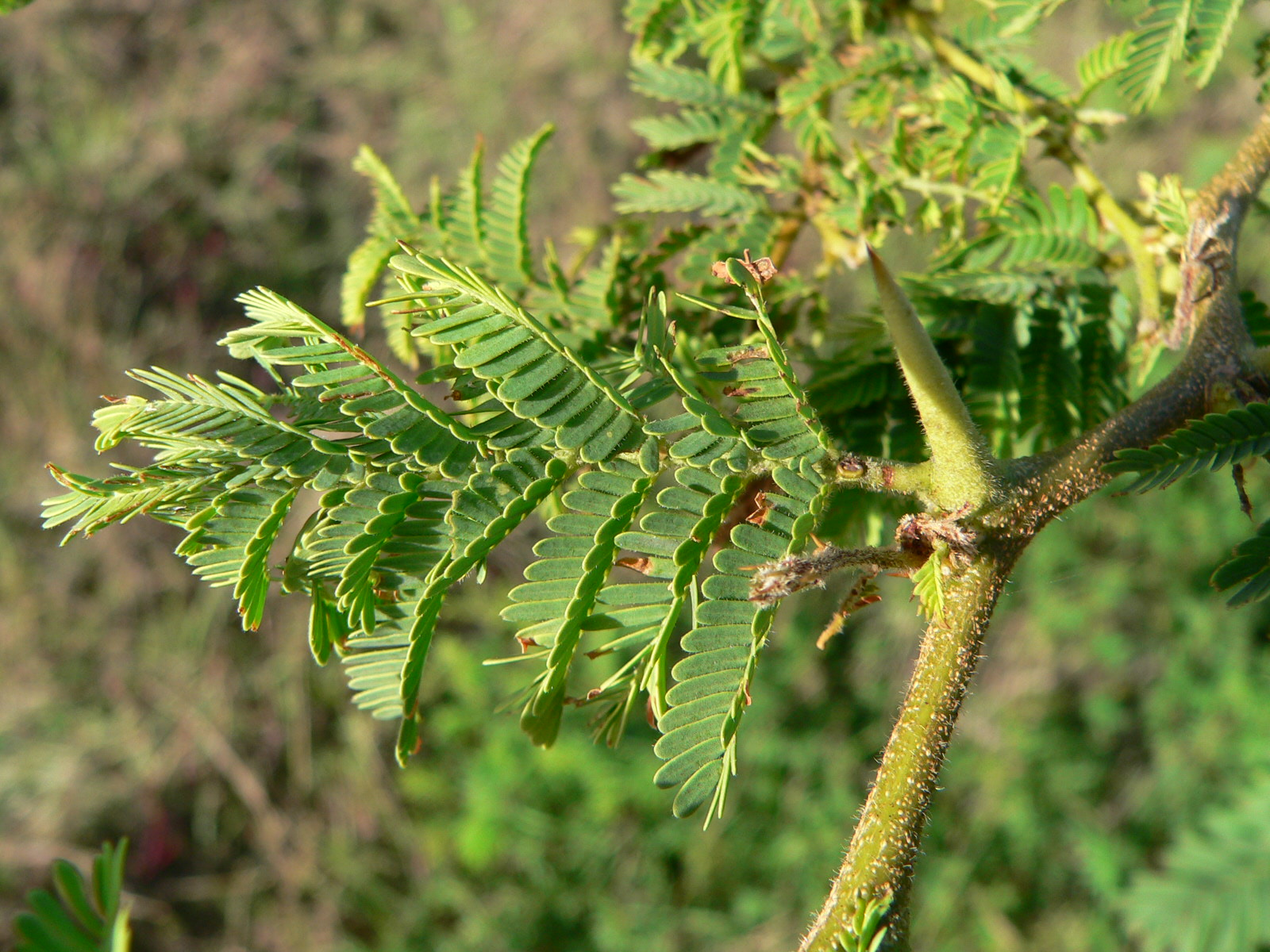
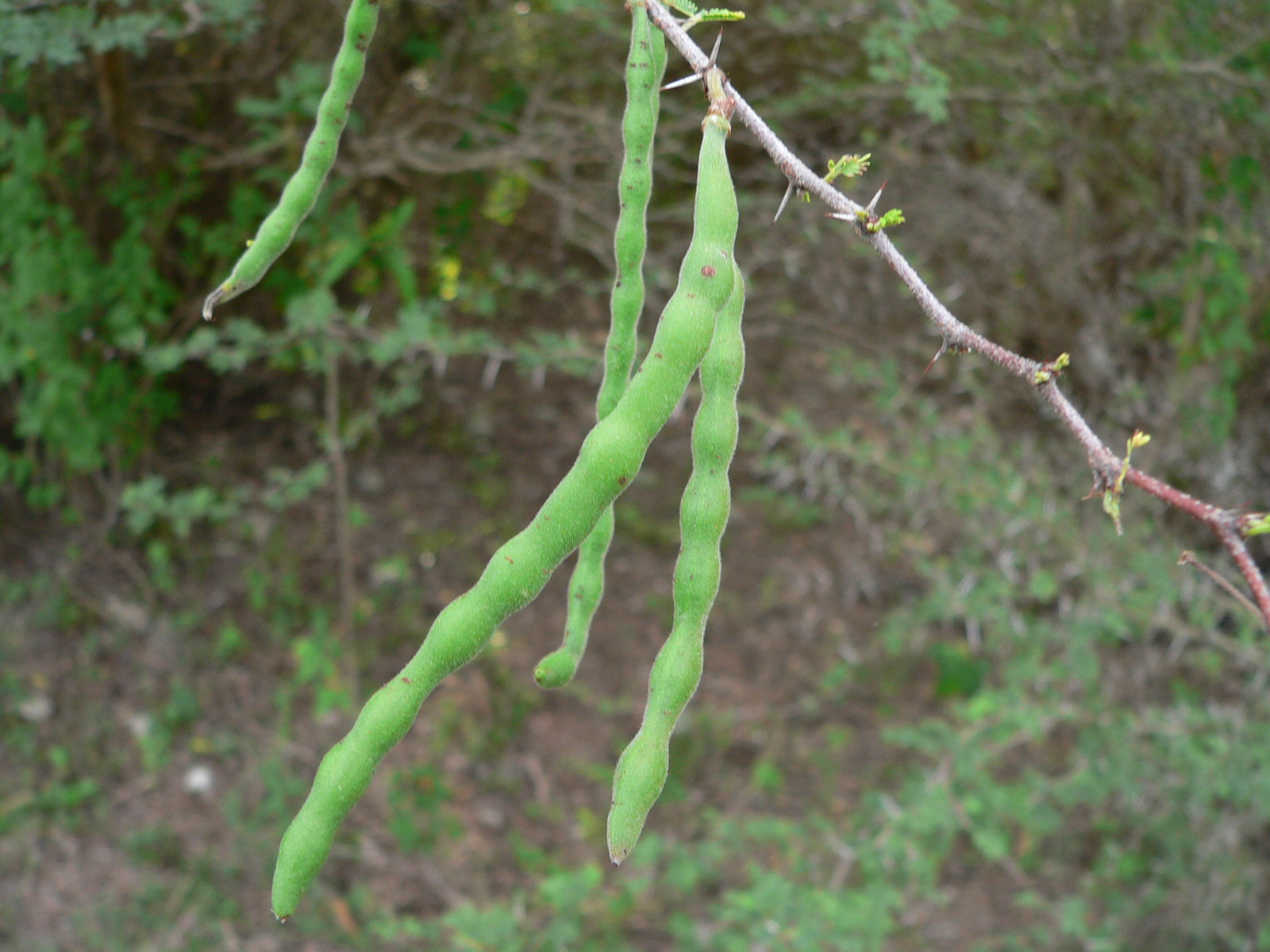
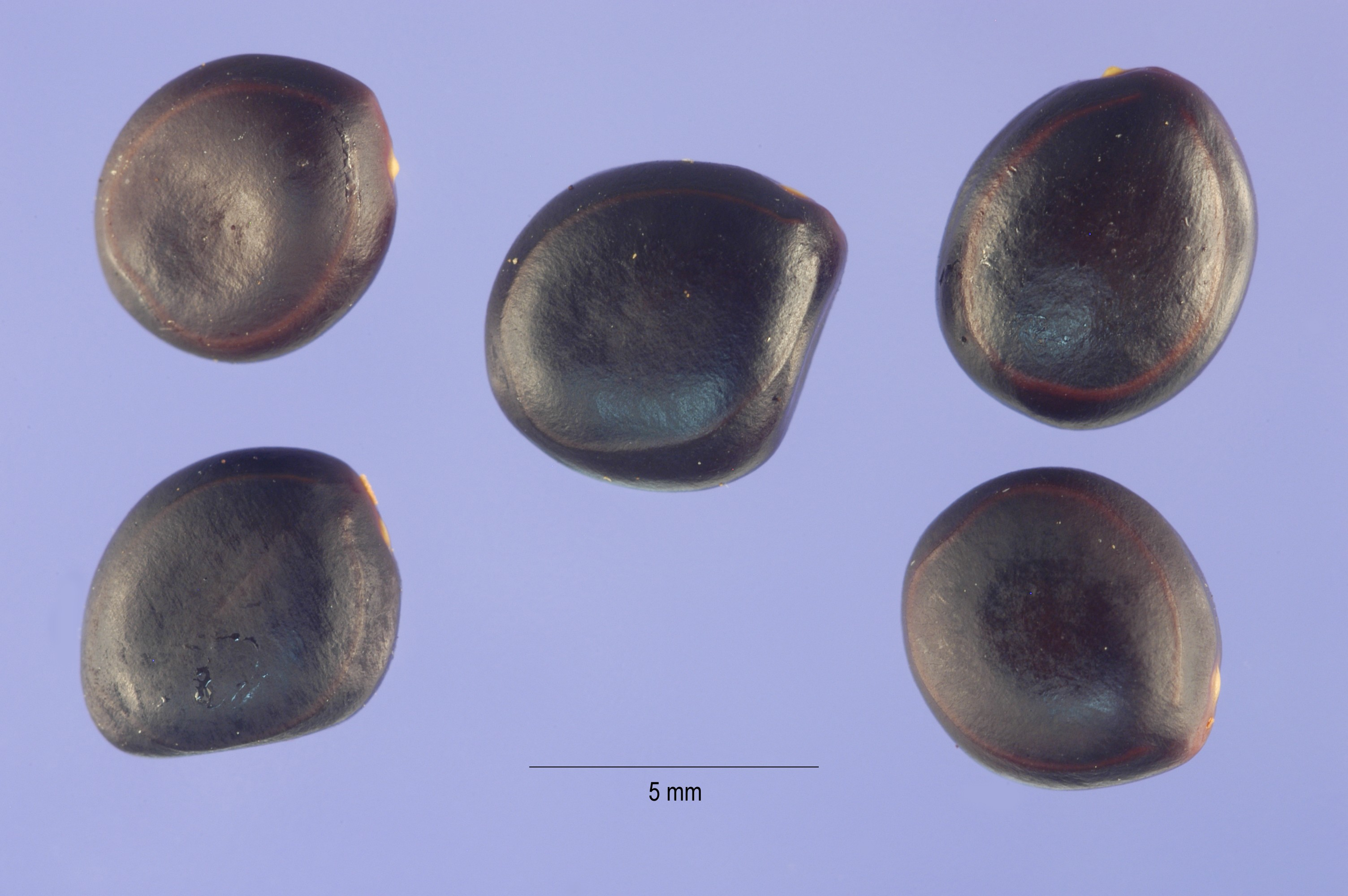